# Lista postaci serialu Supergirl
Lista postaci występujących w amerykańskim serialu Supergirl, z podziałem na poszczególne sezony.

## Główna
- Melissa Benoist jako Kara Zor-El / Kara Danvers / Supergirl[1]
- Mehcad Brooks jako James Olsen[2]
- Calista Flockhart jako Cat Grant, szefowa korporacji CatCo, w której asystentką jest Kara[3]
- David Harewood jako Hank Henshaw, były agent CIA, który prowadzi departament walczący z zagrożeniami z kosmosu[3]
- Chyler Leigh jako Alex Danvers, siostra adopcyjna Kary[3]
- Jeremy Jordan jako Winslow „Winn” Schott[4]
- Floriana Lima jako Maggie Sawyer (sezon mcgar2)[5]
- Chris Wood jako Mon-El (sezon 2)[6]

## Role drugoplanowe

### Sezon 1
- Laura Benanti jako Alura Zor-El, matka biologiczna Kary[7]
- Peter Facinelli jako Maxwell Lord[8]
- Jenna Dewan-Tatum jako Luce Lane[9]
- Glenn Morshower jako Sam Lane[10]
- Chris Vance jako Non[11]
- Blake Jenner jako Adam Foster[12]
- Italia Ricci jako Siobhan Smythe / Silver Banshee[13]
- Laura Vandervoort jako Indigo[14]
- Helen Slater jako Eliza Danvers[4]
- Dean Cain jako Jeremiah Danvers
- Tawny Cypress jako Miranda Crane[15]
- Emma Caulfield jako Cameron Chase[16]
- Brit Morgan jako Leslie Willis / Livewire[17]
- Briana Venskus jako Vasquez

### Sezon 2
- Lynda Carter jako Olivia Marsdin, prezydent USA[18]
- Katie McGrath jako Lena Luthor[19]
- Ian Gomez jako Snapper Carr[20]
- Brenda Strong jako Lillian Luthor
- Sharon Leal jako  M'gann M'orzz / Miss Martian
- Tamzin Merchant jako  Lyra Strayd
- Teri Hatcher jako Rhea[21]
- Kevin Sorbo jako Lar Gand[22]

### Sezon 3
- Odette Annable jako Reign[23]
- Erica Durance jako Alura Zor-El / Astra In-Ze[24]
- Yael Grobglas jako Psi[25]
- Adrian Pasdar jako Morgan Edge[25]
- Carl Lumbly jako ojciec M’yrnna J’onzza[25]
- Emma Tremblay jako Emma Tremblay[25]

## Gościnne występy

### Sezon 1
- Faran Tahir jako The Commander[26]
- Owain Yeoman jako Vartox[27]
- Chris Browning jako Ben Krull/Reactron[28]
- Justice Leak jako Roderick Rose / Hellgrammiten[29]
- Levi Miller jako Carter Grant, syn Cat Grant[30]
- Iddo Goldberg jako dr T.O. Morrow / Red Tornado[31]
- Henry Czerny jako Winslow Schott / Toyman[32]
- Robert Gant jako Zor-El
- Joan Juliet Buck jako Katherine Grant
- Charles Halford jako Jemm
- Hope Lauren jako Bizarro
- Tyler Hoechlin jako Clark Kent / Superman
- Jeff Branson jako Draper / Master Jailer, detektyw
- Eddie McClintock jako James Harper
- Grant Gustin jako Barry Allen / Flash[33]
- Eve Torres Gracie jako Maxima

### Sezon 2
- Frederick Schmidt jako John Corben / Metallo (sezon 2)[34]
- Sharon Leal jako Miss Martian (sezon 2)[35]
- Dichen Lachman jako Veronica Sinclair / Roulette (sezon 2)[36]
- Tyler Hoechlin jako Clark Kent / Superman[37]
- Andrea Brooks jako Eve Teschmacher
- Rich Ting jako Gilcrist / Metallo
- Nadine Crocker jako Scorch
- William Mapother jako Rudy Jones / Parasite
- Victor Zinck Jr. jako Phillip Karnowsky / Barrage
- Carlos Valdes jako Cisco Ramon / Vibe
- Harley Quinn Smith jako Izzy
- Peter Gadiot jako Mister Mxyzptlk[38]
- Darren Criss jako Music Meister[39]
- Lonnie Chavis jako Marcus[40]
- Mark Gibbon jako General Zod[41].